# الرياضة في الأرجنتين

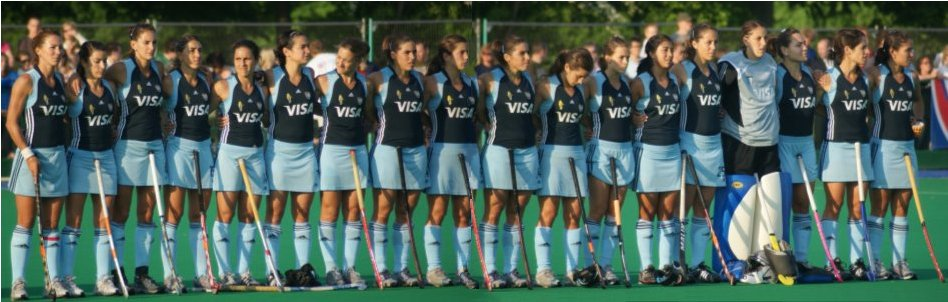
لاس ليوناس

الرياضة في الأرجنتين الرياضة لَها شعبية كبيرة في الأرجنتين وذلك مثل مثيلاتها في أوروبا، الرياضة الشعبية الأولى في الأرجنتين هي كرة قدم ويعتبر منتخب الأرجنتين لكرة القدم من أقوى المنتخبات في كرة القدم في العالم حيث حقق كأس العالم لكرة القدم ثلاث مرات أولها كان في سنة 1978 والثاني كان في سنة 1986 ثم الأخير في سنة 2022 وقد لعب مع منتخب الأرجنتين واحد من أعظم لاعبي كُرَة القدم وهو دييغو مارادونا وألذي قاد الأرجنتين للفوز بكأس العالم في سنة 1986 وفازت الأرجنتين في 15 مرة في بطولة كوبا أمريكا.
والرياضات الشعبية الأخرى في الأرجنتين هي كرة السلة وتعتبر الرياضة الشعبية الثانية في الأرجنتين وقد فاز منتخب الأرجنتين لكرة السلة بأول بطولة لكأس العالم لكرة السلة , وكذلك هُناك كرة المضرب حيث خرج من الأرجنتين عدة لاعبين أقوياء في كرة المضرب مِنهُم خوان مارتن ديل بوترو وديفيد نالبانديان وخوان موناكو , وكذلك فورمولا 1 وهوكي الحقل وهوكي الدحروجة ورغبي وكرة القدم الخماسية وكرة القدم الشاطئية وكرة طائرة وملاكمة الرالي والتايكواندو والجودو والباتو وبولو وتجديف والإبحار وتزحلق على الثلج.

## سباق السيارات
تتابع سباقات السيارات، سواء كانت سباقات الراليات أو الفورمولا 1، مجموعةٌ من الجماهير في الأرجنتين. فاز أسطورة الفورمولا 1 خوان مانويل فانجيو بلقب بطولة العالم في الفورمولا 1 لخمس مرات ومع أربعة فرق مختلفة، إذ كان الفوز حليفه في 102 سباق من أصل 184 سباقًا دوليًا ويُصنف على أنه السائق الأفضل على مر العصور. كان هناك سائقون مميزون آخرون مثل أوسكار ألفريدو جالفيز وخوان جالفيز وخوسيه فرويلان غونزاليس وكارلوس ريوتيمان. بعد انتهاء مسيرة فانجيو بسنوات، كان كارلوس ريوتيمان من أكثر السائقين الأرجنتينيين شهرة في سبعينيات القرن العشرين. برز خوسيه ماريا لوبيز مؤخرًا كواحد من أفضل سائقي سيارات السياحة في العالم، إذ أحرز لقب بطولة العالم لسيارات السياحة في 2014 و2015 و2016. تتضمن منافسات سباقات السيارات في الأرجنتين كلًا من «تي سي 2000» وسلسلة سباقات الطرق «توريزمو كاريتيرا»، إضافة إلى رالي الأرجنتين ضمن بطولة العالم للراليات. استضافت الأرجنتين رالي داكار في نسخ 2009 و2010 و2011 و2012 و2013 و2014 و2015 و2016 و2017 و2018. تتضمن الفعاليات الملغية في الأرجنتين كلًا من بطولة الجائزة الكبرى في الأرجنتين للفورمولا 1 وسباق ال 1000 كيلو متر في بوينس آيرس التابع لبطولة العالم للسيارات الرياضية.

## كرة القدم
تّعد كرة القدم الرياضة الأكثر شعبية في الأرجنتين وجزءًا من ثقافة البلاد. يلعب الأطفال هذه الرياضة خلال أوقات الاستراحة في المدارس ويلعبها العديد من الناضجين في الساحات الداخلية والخارجية المتعددة المنتشرة في عموم مناطق البلاد.
فاز المنتخب الوطني الأرجنتيني لكرة القدم بكأس العالم في مناسبتين (في 1978 و1986)، وبالميدالية الذهبية في دورة الألعاب الأولمبية في سنتي 2004 و2008، وبكأس كوبا أمريكا 14 مرة، وكأس القارات مرة واحدة وبطولة العالم للشباب في ست مناسبات. فازت النوادي الأرجنتينية بكوبا ليبرتادوريس 25 مرة والتي تمثل أهم منافسة كروية على مستوى القارة، وبكأس الإنتركونتيننتال أو كأس العالم للأندية 9 مرات، وتشاركها النوادي البرازيلية في هذا الرقم. يُعِد دوري الدرجة الأولى الأرجنتيني المنافسةَ المحلية ذات المستوى الأقوى في الأرجنتين. يُعد دييغو مارادونا أكثر اللاعبين الأرجنتينيين شهرة في داخل وخارج البلاد. يُعد ليونيل ميسي أكثر اللاعبين الأرجنتينيين شهرة في الوقت الحالي. ستستضيف الأرجنتين كأس كوبا أمريكا 2020 بالاشتراك مع كولومبيا.
تُعد البرازيل المنافس الأكثر شراسة للأرجنتين ويُطلق أحيانًا على هذه المنافسة اسم «معركة الأمريكان الجنوبيين». لعب منتخبا الأرجنتين والبرازيل ضد بعضهما البعض لمرات عديدة في كأس كوبا أمريكا وكأس القارات، وتلاقت أنديتهما لمرات عديدة في الأدوار النهائية لكأس ليبرتادورس. تُعد الأرجنتين واحدة من الفرق الوطنية القليلة ضمن رابطة كرة القدم التي تمكنت من هزيمة البرازيل بصورة منتظمة. تلاقى فريقا الأرجنتين والبرازيل للشباب لعدة مرات في مختلف البطولات الكروية. تلاقى المنتخبان الأولمبيان تحت 23 سنة في الدور نصف النهائي لدورة الألعاب الأولمبية 2008، وفازت الأرجنتين بنتيجة 3-0 في لعبة صعبة على كلا الجانبين. إضافة إلى هذا، عادةً ما يُقارن مارادونا المذكور آنفًا مع اللاعب البرازيلي الشهير بيليه.
تتأخر كرة القدم للسيدات في الأرجنتين عن الرجال كثيرًا من ناحية الشعبية والاحترافية. مع ذلك، فقد تنافس المنتخب الوطني الأرجنتيني للسيدات في بطولة أمريكا الجنوبية للسيدات منذ عام 1995، وتمكن من الحلول في المركز الثاني في ثلاث مناسبات قبل أن يخطف اللقب في 2006 بعد انتصاره على البرازيل بنتيجة 5-0. لعب المنتخب الوطني للسيدات في منافسات بطولة كأس العالم لنسختي 2003 و2007 لكنه خرج من دور المجموعات بعد حلوله في المركز الأخير لمجموعته في كلتا النسختين.

## كرة السلة
تُعد كرة السلة من الرياضات ذات الشعبية العالية، وخاصةً في محافظات الأرجنتين. تنظم رابطة أندية كرة السلة دوري كرة السلة الوطني الأرجنتيني، والذي يُعتبر الدوري الأعلى مستوى في البلاد. على الرغم من فوز المنتخب الوطني الأرجنتيني لكرة السلة بكأس العالم لكرة السلة في عام 1950، فإنها لم تكتسب شعبية واسعة على مستوى البلاد حتى العقد الأول من القرن الحادي والعشرين، وذلك بعد ظفر المنتخب الوطني بالميدالية الذهبية في دورة الألعاب الأولمبية الصيفية 2004 وبعد أن أظهروا مستوىً جيدًا في بطولات كأس العالم؛ إذ احتلوا المركز الثاني في عام 2002 والرابع في 2006 والخامس في 2010. فاز المنتخب الوطني أيضًا بالميدالية البرونزية في دورة الألعاب الأولمبية الصيفية 2008. تمكن الأرجنتيني مانو جينوبيلي، نجم الدوري الأمريكي لكرة السلة للمحترفين، من تحقيق اللقب مع فريقه سان أنطونيو سبرز في 2003 و2005 و2007 و2014، وكان زميله فابريسيو أوبيرتو إلى جانبه عند تحقيق اللقب في عام 2007. فاز المنتخب الوطني بلقب بطولة كأس أمريكا الجنوبية والشمالية لكرة السلة في نسختي 2001 و2011.
على الرغم من عدم وصول كرة السلة للسيدات إلى المستوى الاحترافي في الأرجنتين، فقد شارك المنتخب الوطني للسيدات في أغلب المنافسات الدولية وكانت أفضل نتيجة له هي حصوله على المركز التاسع في منافسات كأس العالم لكرة السلة للنساء 2006.

## كرة المضرب
اكتسبت كرة المضرب شعبية كبيرة بين مختلف الفئات العمرية في الأرجنتين منذ سبعينيات القرن العشرين، وذلك بعد وصول جييرمو فيلاس وبعده غابرييلا ساباتيني في ثمانينيات القرن العشرين إلى المركز الثاني عالميًا وفوزهم بالعديد من البطولات الكبرى لكرة المضرب. احتل العديد من اللاعبين الأرجنتينيين مكانة مرموقة في عالم كرة المضرب، وذلك على الرغم من عدم وصول أي لاعب أرجنتيني إلى المركز الأول ضمن التصنيف العالمي لرابطة محترفي كرة المضرب. كان هناك عدد من اللاعبين الأرجنتينيين ضمن العشرة الأوائل عالميًا خلال العقد الأول من القرن الحادي والعشرين وكان نهائي بطولة رولان غاروس 2004 أرجنتينيًا خالصًا. فاز اللاعب غاستون غاوديو ببطولة رولان غاروس في عام 2004. هُزم اللاعب السويسري روجر فيدرير الذي كان المصنف الأول عالميًا آنذاك على يد الأرجنتيني ديفيد نالبانديان في نهائي كأس الماسترز لكرة المضرب 2005 والذي شهد مشاركة أربعة لاعبين أرجنتينيين والذي يُعد رقمًا قياسيًا لعدد لاعبين من نفس الجنسية مشاركين في هذه البطولة. في الوقت الحالي، برز اللاعب خوان مارتن ديل بوترو كواحد من اللاعبين المميزين على مستوى العالم، كان قد أحرز بطولة أمريكا المفتوحة 2009 قبل أيام قليلة من عيد ميلاده الحادي والعشرين.
فازت الأرجنتين بكأس العالم لفرق كرة المضرب أربع مرات، وتحديدًا في 1980 و2002 و2007 و2010 ووصلت إلى الأدوار نصف النهائية لكأس ديفيز في 7 مناسبات خلال السنوات العشر الماضية، وخسرت في الدور النهائي ضد روسيا في 2006 وضد إسبانيا في 2008 و2011 إضافة إلى خسارتها للدور النهائي في عام 1981 ضد الولايات المتحدة الأمريكية. فاز المنتخب الوطني لكرة المضرب بكأس ديفيز في عام 2016.

## هوكي الدحرجة
تُلعب رياضة هوكي الدحرجة بصورة رئيسية في منطقة كويو (وخاصة في محافظة سان خوان). يتمتع اللاعبون الأرجنتينيون بمستوى عال على الصعيد الدولي، إذ أحرز المنتخب الوطني للرجال كأس العالم لهوكي الدحرجة لخمس مرات. يُصنف المنتخب الوطني للسيدات كأفضل منتخب لهوكي الدحرجة في العالم، وذلك بعد فوزه بلقب كأس العالم لخمسة مرات.

## الكرة الطائرة
يوجد دوري خاص لمحترفي الكرة الطائرة الرجال في الأرجنتين. تمكن المنتخب الوطني الأرجنتيني للكرة الطائرة من الفوز بالميداليات البرونزية في دورة الألعاب الأولمبية الصيفية 1988 وفي بطولة العالم لكرة الطائرة للرجال 1982. يُصنف الفريق الأرجنتيني للرجال عادة ضمن المنتخبات العشرة الأوائل على العالم من قبل الاتحاد الدولي للكرة الطائرة. أحرز المنتخب الوطني الميدالية الذهبية في دورة الألعاب الأمريكية في مناسبتين (1995 و2015).
لا تُلعب الكرة الطائرة للسيدات على مستوى احترافي في الأرجنتين ويحتل المنتخب الأرجنتيني للسيدات مكانة أقل أهمية من منتخب الرجال.